# Kepler-50
Kepler-50 es una estrella situada en la constelación del Cisne. La estrella posee dos planetas extrasolares conocidos, que conforman un sistema planetario.